# Melusina

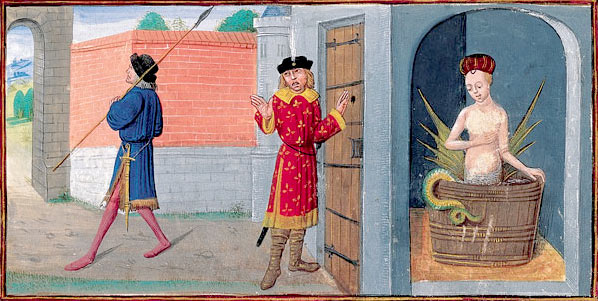
"Raimondí descobreix el secret de Melusina", representació de Guillebert de Mets, al voltant de 1410

Melusina (en francès: Mélusine) és un personatge llegendari, sovint assimilat a una fada, que té un cos semblant al d'una sirena amb ales tot i que la part baixa del seu cos té un aspecte de serp en comptes de peix. El seu origen és celta, si bé les llegendes associades es van estendre per tot Europa. Apareix com a personatge literari a obres medievals i romàntiques, com ara als contes de Johann Wolfgang von Goethe. En totes aquestes històries és una dona valenta que amaga el seu secret al marit o bé una princesa que acaba encantada per càstig. Semblen inspirades en una llegenda lligada a la matèria de Bretanya, en els cicles més tardans, o bé en la novel·la homònima de Jean d'Arras.
El 1877, el folklorista francès Eugène Rolland, fill de Metz, juntament amb Henri Gaidoz, fundà una revista amb aquest nom que en un principi no va gaudir de gaire èxit, però més tard va agafar molta volada.